# Kriegerdenkmal Lohne
Das Kriegerdenkmal Lohne ist ein denkmalgeschütztes Kriegerdenkmal im Ortsteil Lohne der Gemeinde Arendsee in Sachsen-Anhalt. Im örtlichen Denkmalverzeichnis ist das Kriegerdenkmal unter der Erfassungsnummer 094 61129 als Kleindenkmal verzeichnet.

## Allgemeines
Bei dem Kriegerdenkmal handelt es sich um ein mehrteiliges Bauwerk. Es besteht aus einer halbrunden Feldsteinmauer mit Gedenktafeln für die gefallenen Soldaten des Ersten Weltkriegs und des Zweiten Weltkriegs, sowie einer zentralen Feldsteinpyramide mit einer Widmung. Die Pyramide wurde ursprünglich von einem Adler mit ausgebreiteten Schwingen gekrönt, dessen Verbleib ist jedoch unbekannt. Das Denkmal befindet sich an der Straße Unter den Eichen, südlich der Kirche St. Nikolaus.
In der Kirche befinden sich Gedenktafeln für die Gefallenen beider Weltkriege.

## Inschrift
Gedenktafel Erster Weltkrieg
Gedenktafel Zweiter Weltkrieg